# 国府台事件
国府台事件（こうのだいじけん）は、北朝鮮（朝鮮民主主義人民共和国）によるスパイ事件。1957年（昭和32年）夏、千葉県警察摘発（検挙）。

## 概要
大韓民国の国籍とソウル特別市民証を持つ申春吉は、その経緯や時期・期間は不明ながら北朝鮮国内で秘密工作員としての特別教育を受けたのち、日本を拠点に対韓国工作を行う任務を帯びて、1957年（昭和32年）4月24日頃、2,980米国ドルの工作資金を携行して咸鏡南道利原郡の遮湖港を小型漁船で出航、3日後の4月27日頃、博多湾から福岡県福岡市に密入国した。申の入国直後の行動は明らかではないが、やがて千葉県市川市国府台在住の在日同胞宅に居を移し、同年6月初旬には北朝鮮から携行したアメリカ合衆国紙幣の密売却を依頼した。依頼された当人にも同一住所に居住する在日同胞にも売却のあてがなく、結局東京都港区在住の同胞を通じて、最終的には台東区御徒町の某商店に勤める在日朝鮮人が6月3日頃に800ドル、翌4日頃に220ドル、計1,020ドルを日本円40万2,800円で売却した。これは2022年（令和4年）現在の貨幣価値では約800万円から1,000万円に相当する。申春吉は市川市国府台を工作拠点とし、密売却で得た日本円を基に工作活動を始めていたと考えられる。
1957年（昭和32年）9月11日、千葉地方裁判所は密入国などの罪で申春吉に判決を下した。申春吉の工作員としての活動はごく短期間で終了し、工作活動としての成果も必ずしも大きくなかったとみられる。